# Henri de La Mothe-Houdancourt
Ne doit pas être confondu avec Henri-Félix de Lamothe.
Henri de la Mothe-Houdancourt (1612-1684), seigneur de Chevrières, Rhuis, Saint Germain lès Verberie et Roberval, fut évêque de Rennes puis archevêque d'Auch. Il fut également abbé de Souillac, de Froimont, de Saint-Martial de Limoges et de l'Escaladieu.

## Famille
Henri de La Mothe-Houdancourt naît en 1612, onzième des douze enfants de Philippe (1558-1652), seigneur de La Mothe-Houdancourt, de Sacy et de Rucoin, et de sa troisième épouse (14 février 1594), Louise Charles, fille d'Antoine, seigneur du Plessis-Picquet.
Il est le demi-frère du marquis d'Houdancourt, le frère des évêques de Mende (Daniel) et Saint-Flour (Jérôme), et du duc de Cardone, maréchal de France.

## Carrière ecclésiastique

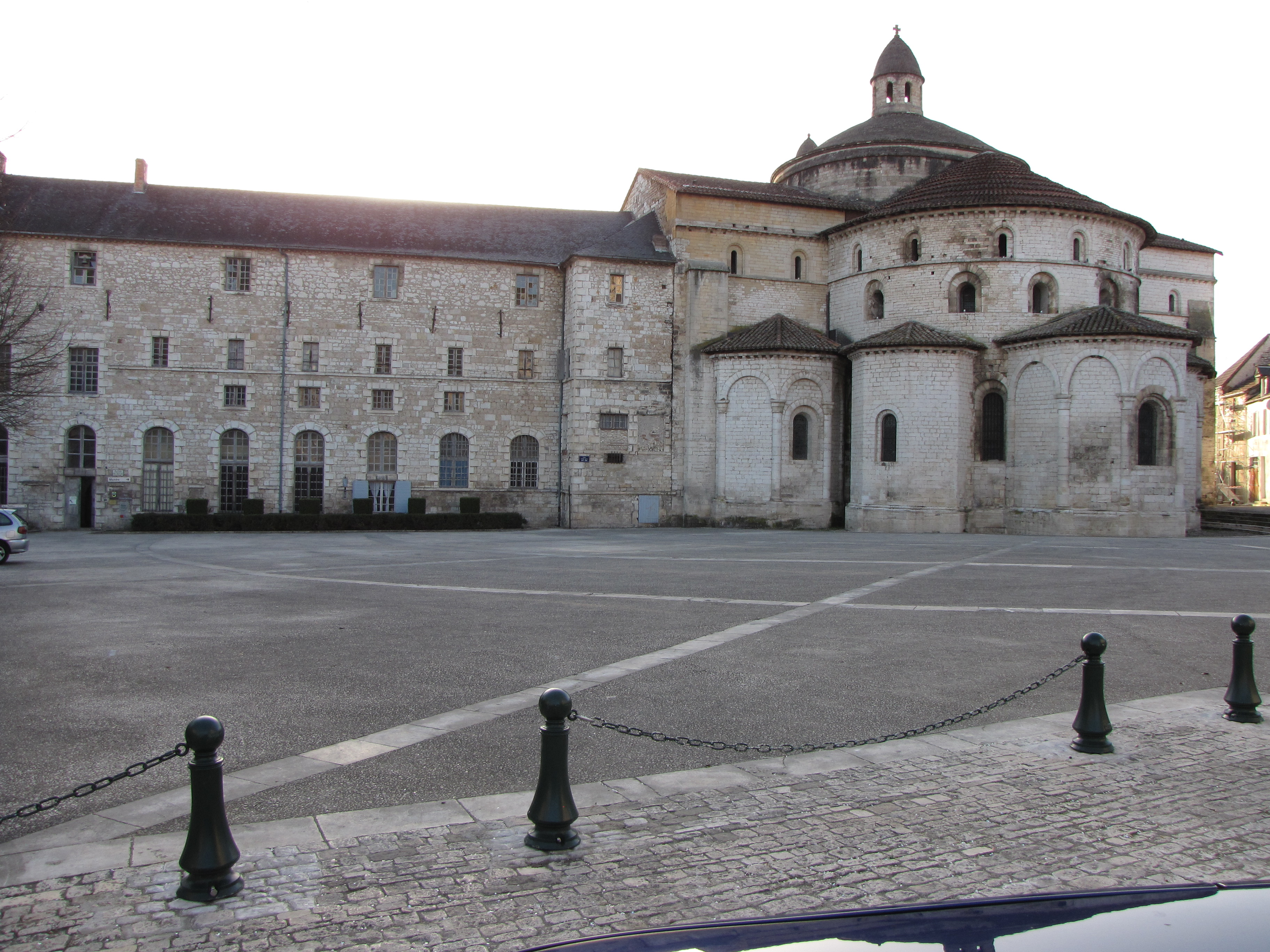
Abbaye Sainte-Marie de Souillac.

Docteur et proviseur du collège de Navarre, théologal de Paris puis abbé de Saint-Martial de Limoges, il obtient la commende de l'abbaye de Souillac, dans le Lot, où il restaure les bâtiments monastiques, l’abbatiale, et fait remonter à l'intérieur de celle-ci ce qui subsiste du portail extérieur.
Nommé évêque de Rennes en 1639, il ne prend possession de son évêché par procureur que le 4 août 1641. Il est sacré seulement le 4 janvier 1642, en l'abbatiale de Saint-Germain-des-Prés, par Victor Bouthillier, archevêque de Tours, assisté de Sanguin et Broc, évêques de Senlis et d'Auxerre, en présence du nonce apostolique et de quinze évêques.
En 1653, il est nommé premier aumônier de la reine Anne d'Autriche.
Il est promu archevêque d'Auch en 1661 et le reste jusqu’à sa mort en 1684. On lui doit l'achèvement de la cathédrale Sainte-Marie d'Auch, en particulier l'élévation de sa façade qu'il confie aux architectes toulousains Pierre Mercier et Pierre Miressou.

## Seigneuries et distinctions
- En 1658, Henri achète Rhuis.
- En 1661, Isaac de Madaillan et sa femme, Jeanne de Warignies, lui vendent les terres et seigneuries de Roberval, Noël-Saint-Remy, Bacouël pour la somme de 54 000 livres.
- Le 31 décembre 1661, Henri est fait commandeur ecclésiastique de l'ordre du Saint-Esprit par Louis XIV, à Paris.
- En 1663, Henri rachète des terres appartenant à l’abbaye de Saint-Denis dans sa seigneurie de Roberval.
- En 1668, Gilles Personne de Roberval présente son projet de balance à l’Académie (Henri avait autorisé le mathématicien à adjoindre à son nom celui de Roberval).
- Le 21 novembre 1669, Henri de la Mothe-Houdancourt fait l'acquisition du domaine de Chevrières.

## Mort et héritage

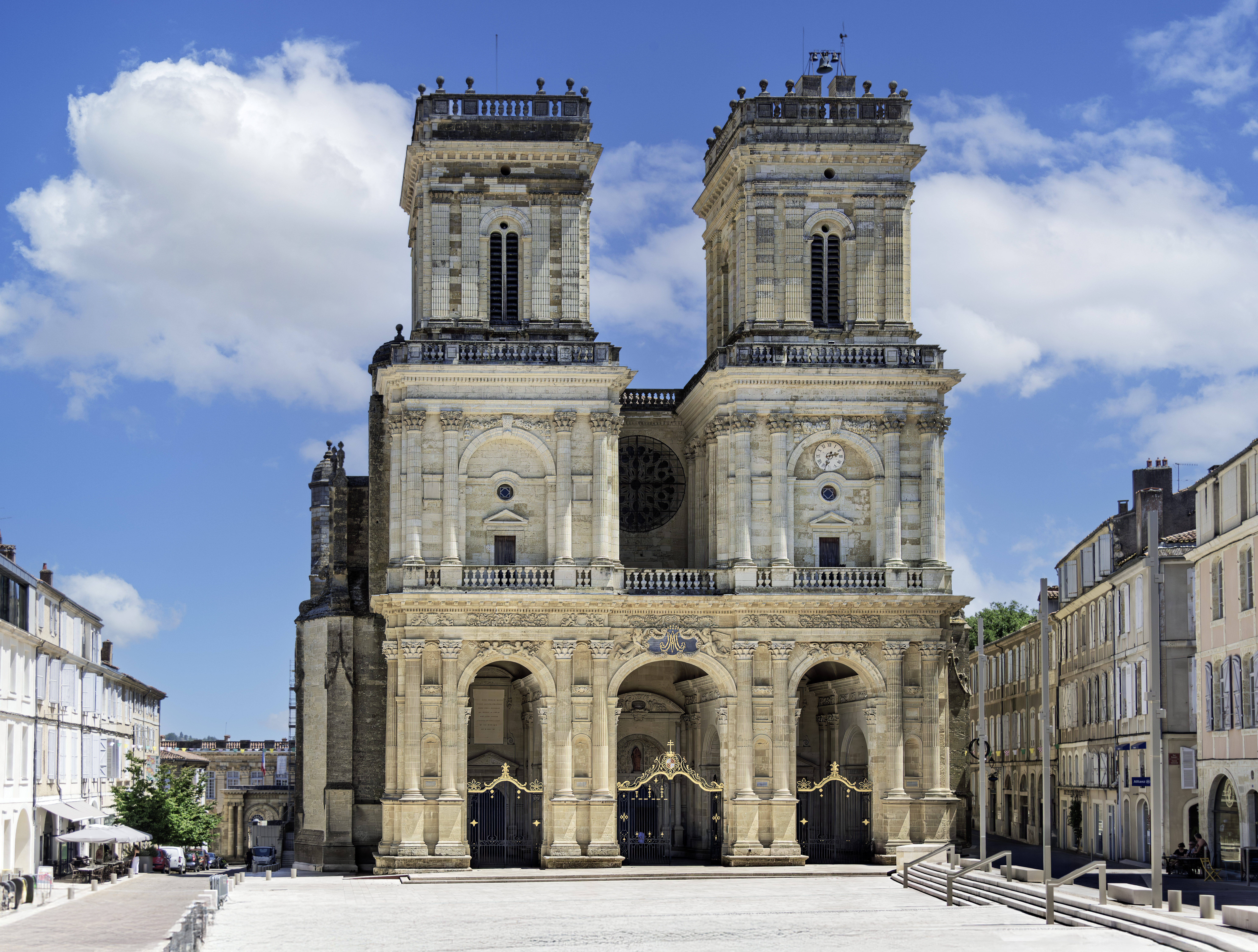
Tours de la cathédrale d'Auch.

Henri de La Mothe-Houdancourt meurt le 24 février 1684 au château de Mazères, résidence de campagne des archevêques d’Auch à Barran, léguant Chevrières à son frère Jérôme, évêque de Saint-Flour, qui deux ans après, en 1686, le donne à son neveu Charles, comte de la Mothe-Houdancourt, nommé Grand d'Espagne de première classe en 1722.
Il est enterré sous la tour de la cathédrale d'Auch, comme indiqué dans son testament. Sa pierre tombale porte encore l'inscription suivante, composée par le prélat : « HIC JACET - HENRICUS DE LA MOTHE-HOUDANCOURT - INDIGNUS - ARCHIEPISCOPUS AUSCITANUS - EXPECTANS - RESURRECTIONEM MORTUORUM - OBIIT 1684, 24 FEBRUARII ». Au-dessus de cette tombe, le chapitre d'Auch fit graver cette autre épitaphe, qui existe également dans la cathédrale de cette ville : « QUOD HENRICI MERITIS DETRAXIT HUMILITAS - ID REDDIT VERITAS, - ILLUM PIETATE, DOCTRINA ET NOBILITATE - CLARISSIMUM - VENTURIS RETRO SÆCULIS COMMENDANS - 1684 ».
En 1685 est effectué le partage de ses biens : sa nièce, Charlotte-Eléonore de la Mothe-Houdancourt, duchesse de Ventadour, reçoit la terre de Roberval estimée à 52 800 livres, les terres de Rhuis et de Saint-Germain-lès-Verberie estimées 40 000 livres et 2 846 livre, 13 sols et 4 deniers en argent, ce qui portait sa succession à 95 646 livres, 13 sols et quatre deniers.

## Succession apostolique
Henri de La Mothe-Houdancourt a ordonné les évêques suivants :
- Évêque Jérôme de La Mothe-Houdancourt (1664)
- Évêque Guillaume de Boissonnade d'Orty (1668)
- Évêque Armand de Monchy d’Hocquincourt (1668)
- Évêque Vicente Margarit de Biure, O.P. (1669)

## Sceau de Henri de la Mothe-Houdancourt

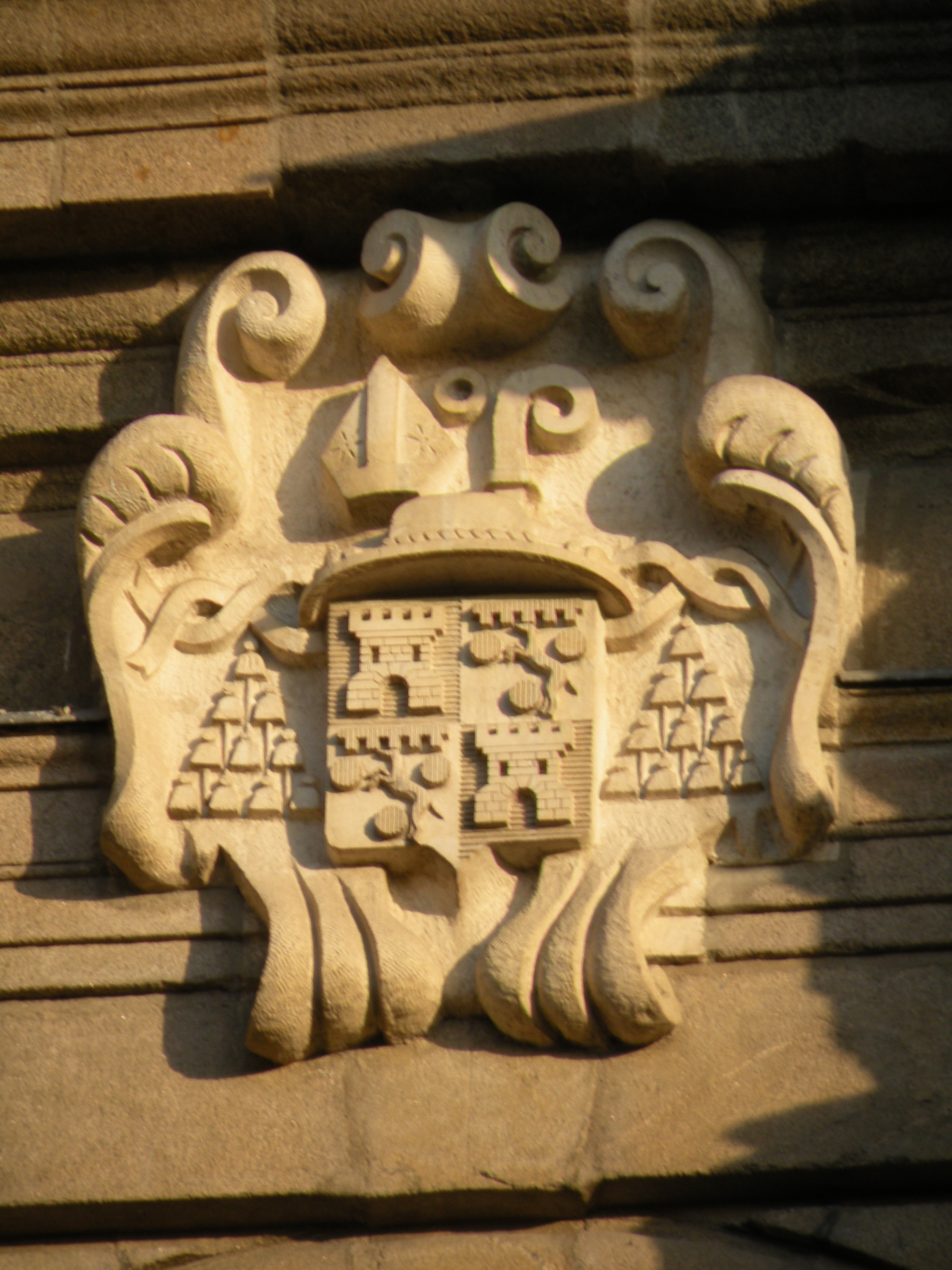
Blason de la Mothe-Houdancourt à la façade de la cathédrale Saint-Pierre de Rennes.

1643 : il est rond et chargé d'un écu portant : écartelé au 1er et 4e d'azur, à la tour d'argent crénelée et maçonnée de sable ; au 2e et 3e d'argent, au lévrier rampant de gueules, colleté d'azur, à la boucle d'or, accompagné de trois tourteaux de gueules et surmonté d'un lambel de même à trois pendants ; l'écu timbré d'une couronne comtale et d'un chapeau épiscopal à six houppes. Il n'y a pas de légende (Mémorial d'un chanoine de Rennes. — Monographie de la cathédrale d'Auch. — Les verrières de la Métropole reproduisent à tort l'écusson de la Motte-Houdancourt tel qu'il se trouve dans le missel de Michel Guibé : écartelé : aux 1er et 4e d'azur à la tour d'argent maçonnée de sable, aux 2e et 3e d'azur au lion d'or et au lambel d'argent à trois pendants. L'écusson véritable se trouve imprimé sur la bulle d'indulgence du pardon de Vezins, aux archives départementales, et est conforme d'ailleurs à tous les armoriaux.